# Muriel Robertson
Muriel Robertson (8 avril 1883 – 14 juin 1973) est une protozoologiste et bactériologiste écossaise qui est à l'origine de découvertes clés du cycle de vie des trypanosomes.

## Jeunesse et formation
Murlel Robertson naît le 8 avril 1883 à Glasgow, la septième des douze enfants de Robert Andrew Robertson, un ingénieur et d'Elisabeth Ritter. Elle est éduquée à la maison puis entre à l'université de Glasgow en 1901. Elle obtient un Master of Arts en médecine en 1905. Durant ses études, son professeur de zoologie la fait collaborer à un projet de recherches sur Pseudospora volvocis, un parasite protozoaires des algues du genre Volvox, ce qui va orienter sa carrière vers la protozoologie.

## Carrière
En 1907, elle reçoit une bourse Carnegie pour étudier les infections trypanosomiennes chez les reptiles à Ceylan. De 1910 à 1911, elle travaille au Lister Institute de Londres sous la direction du professeur de parasitologie, Edward Alfred Minchin (en) (1866-1915). 
De 1911 à 1914, elle parcourt à vélo les forêts de l'Ouganda pour étudier le cycle de vie de Trypanosoma gambiense (qui cause la trypanosomiase africaine ou maladie du sommeil) dans le sang et dans son insecte porteur, la mouche tsé-tsé. 
Elle retourne au Lister Institute de Londres où elle travaille jusqu'en 1961.
En 1923, elle obtient son doctorat en sciences de l'université de Glasgow pour une thèse intitulée Une étude des histoires de vie de certains trypanosomes.
Pendant la Seconde Guerre mondiale, elle est recrutée à l'Institute of Animal Pathology de Cambridge pour étudier les infections microbiennes à Clostridia anaérobies des blessures de guerre à l'origine de la gangrène gazeuse.
Robertson prend sa retraite officielle en 1948 mais elle continue à travailler, parrainée par le Conseil de la recherche agricole, enseignant aux chercheurs de l'Institut Lister jusqu'en 1961. 
Dans les années 1950, elle souffre d'un glaucome aigu et perd l'un de ses yeux. Elle se retire dans le domaine familial de Limavady en Irlande du Nord. Après une période de maladie, elle meurt le 14 juin 1973 à l'hôpital de la région d'Altnagelvin à Derry.

## Reconnaissance
En 1947, elle est élue membre de la Royal Society, la même année que Dorothy Hodgkin et deux ans après les premières membres femmes, Marjory Stephenson et Kathleen Lonsdale. L'année suivante, elle devient Doctor of Law honoraire de l'Université de Glasgow. 
Elle est membre de la Royal Society of Tropical Medicine, de l'Institute of Biology, de la Pathological Society, de la Society for Experimental Biology et du Medical Research Club. C'est l'une des fondatrices de la Society of General Microbiology dont elle fait partie du conseil d'administration de 1945 à 1948.

## Publications (sélection)
- Robertson, Muriel. "V. Notes on the life-history of Trypanosoma gambiense, with a brief reference to the cycles of Trypanosoma nanum and Trypanosoma pecorum in Glossina palpalis." Philosophical Transactions of the Royal Society of London. Series B, Containing Papers of a Biological Character 203.294-302 (1913): 161-184.
- Robertson, Muriel. "II. Transmission of flagellates living in the blood of certain freshwater fishes." Philosophical Transactions of the Royal Society of London. Series B, Containing Papers of a Biological Character 202.282-293 (1912): 29-50.
- Kerr, W. R., et Muriel Robertson. "Passively and actively acquired antibodies for Trichomonas foetus in very young calves." Epidemiology & Infection 52.2 (1954): 253-263.
- Robertson, Muriel, and A. Felix. "Serological studies in the group of the spore-bearing anaërobes. II. In vivo experiments with an “O” immune serum to Vibrion septique devoid of antitoxin content." British journal of experimental pathology 11.1 (1930): 14.